# Eunidia trivittata
Eunidia trivittata är en skalbaggsart som beskrevs av Aurivillius 1927. Eunidia trivittata ingår i släktet Eunidia och familjen långhorningar. Inga underarter finns listade i Catalogue of Life.